# 부산 강서구의회
부산 강서구의회는 부산광역시 강서구 지역을 관할하는 기초의회이다.